# Deutsche Militärmissionen im Osmanischen Reich
Die Deutschen Militärmissionen im Osmanischen Reich waren militärpolitische Vorhaben zur Modernisierung der Armee des Osmanischen Reiches in der Zeit des Deutschen Kaiserreichs. Die Militärmissionen unter den preußischen Generälen von der Goltz und Liman von Sanders stellten neben dem Bau der Bagdadbahn einen maßgeblichen Beitrag zur Intensivierung des deutsch-osmanischen Verhältnisses dar, was das Osmanische Reich mit veranlasste, auf Seiten der Mittelmächte in den Ersten Weltkrieg einzutreten.

## Vorgeschichte
Seit dem Ende der zweiten Belagerung Wiens 1683 hatte sich das Osmanische Reich in Europa auf dem Rückzug befunden. Die vielfältigen Niederlagen der Osmanen hatten zu ihrer moralischen Schwächung geführt, was das allmähliche Schwinden der im christlichen Europa empfundenen Türkengefahr zur Folge hatte. 1730 wurde der Sultan Ahmed III. durch die Janitscharen gestürzt, die darauf eine Willkürherrschaft errichteten. Nach dem Russisch-Österreichischen Türkenkrieg gegen Russland und Österreich vermittelte 1739 Frankreich als führender Bundesgenosse der Türkei den Frieden von Belgrad und wurde schließlich offiziell als Beschützer der lateinischen Christen (Katholiken) im Osmanischen Reich anerkannt. In der zweiten Hälfte des 18. Jahrhunderts begann ein folgenschwerer politischer Machtumschwung, der anstelle des deutschen Kaisers den russischen Zaren zum Vorkämpfer gegen die Osmanen werden ließ. Seitdem waren die Osmanen vor allem von Russland bedroht.

### Frühe Kontakte
Das Bündnis Friedrichs des Großen 1761 (Allianz von Bunzelwitz) brachte erstmals Beziehungen zum aufstrebenden Preußen, die zu einer nachhaltigen geistigen Verbundenheit beider Völker und letztlich zum Bündnis im Ersten Weltkrieg führten. Um Österreich zum Ausscheiden aus dem Türkenkrieg zu zwingen, schloss Friedrichs Nachfolger Friedrich Wilhelm II. von Preußen am 31. Januar 1790 ein Offensivbündnis mit dem türkischen Sultan.
Von 1798 bis 1800 führte die Ägyptische Expedition Napoleons zum vorübergehenden Bruch zwischen Frankreich und dem traditionell befreundeten Osmanischen Reich. Großbritannien trat politisch ins Blickfeld der Osmanen. Das napoleonische Ägyptenabenteuer läutete für den Nahen Osten und die Osmanen eine neue Epoche ein. Den militärischen Reformen am Anfang des 19. Jahrhunderts folgten zivile – in Abhängigkeit und unter dem Druck der Großmächte, die dem Osmanischen Reich zunehmend Schutz vor Russland boten. Aber die zivilen Reformen begünstigten auch den wachsenden arabischen Nationalismus (siehe auch Watan) und die Nationalbewegungen der Balkanvölker. Als Reaktion darauf betrieb der Sultan Ende des 19. Jahrhunderts eine reaktionäre Politik, die schließlich in der jungtürkischen Revolution 1908 zusammenbrach. Während des 19. Jahrhunderts erwies sich besonders auf literarischem und pädagogischen Gebiet vor allem Frankreich als Vorbild der Türken. Militärisch und wirtschaftlich setzte sich dagegen um die Wende zum 20. Jahrhundert der deutsche Einfluss immer stärker durch.
Der Rekrutierung ausländischer Experten bei der Modernisierung der Osmanischen Armee hatten sich bereits alle reformorientierten Sultane seit Abdülhamid I. (1774–1788) und Selim III. (1788–1807) bis Mahmud II. (1808–1839) bedient. Die jüngsten deutschen Militärreformen fallen schließlich in die Zeit von Abdülhamid II. (1876–1909) und Mehmed V. (1909–1918).

### Die Militärreformen des 18. und frühen 19. Jahrhunderts

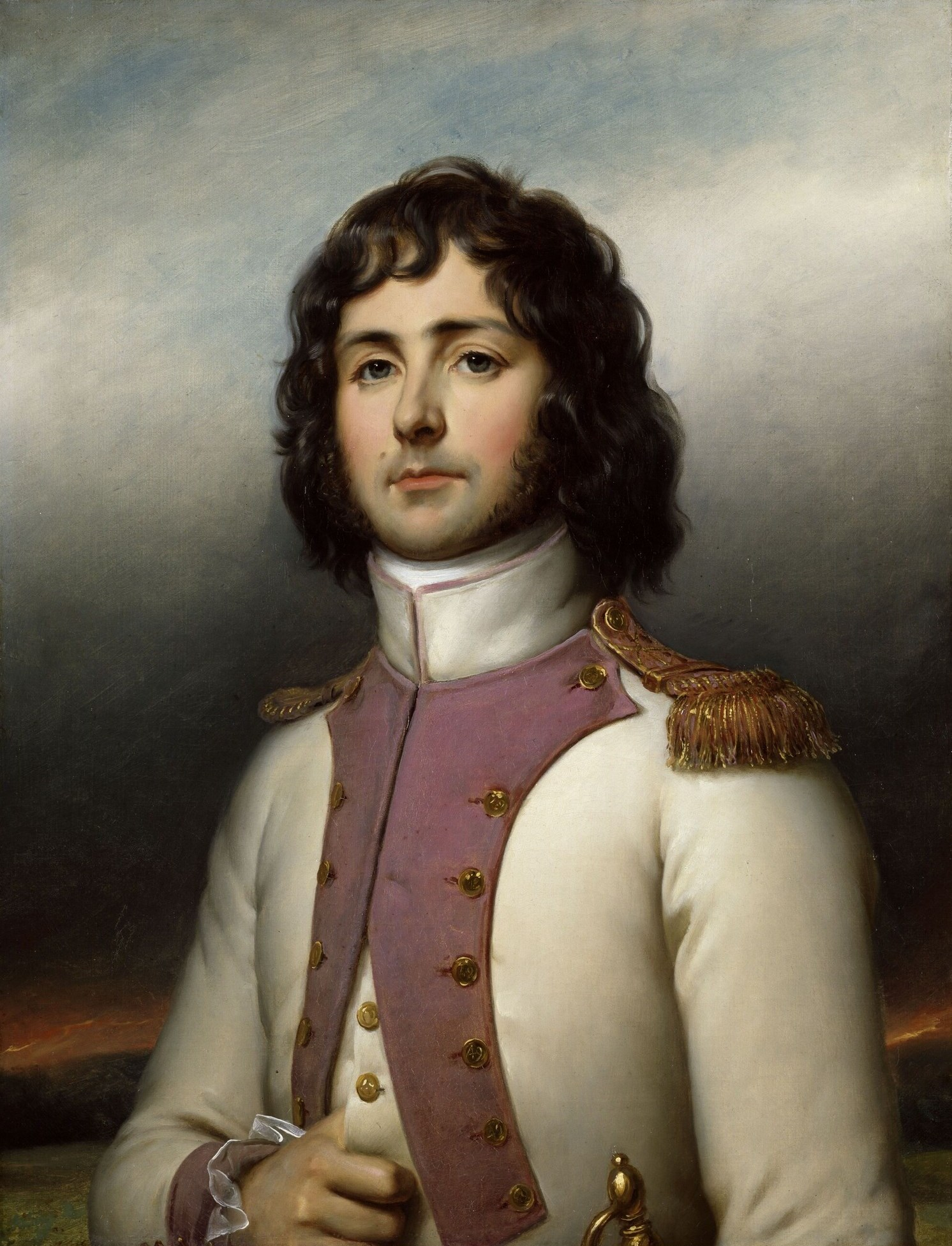
General Horace-François Sébastiani, Porträt von Jean-Baptiste Paulin Guérin

Abdülhamid I. hatte im Unterschied zu früheren Reformperioden keine zum Islam konvertierten Überläufer mit der Reform beauftragt, sondern es westlichen Beratern ermöglicht, für eine begrenzte Zeit in seinen Dienst zu treten, so z. B. dem Baron von Tott. Der Wirkungsbereich der Reformen war mit Ausnahme der Errichtung eines Flottenstützpunktes in Sinop jedoch hauptsächlich auf Konstantinopel beschränkt.
Sein Neffe Selim III. suchte die Hilfe des traditionell befreundeten Frankreichs für die Reform des osmanischen Militärs, zögerte jedoch 1804 – auch hervorgerufen durch die Unaufrichtigkeit der französischen Politik – bis die europäischen Erfolge der französischen Armee ab 1805 schließlich 1806 zu einer französischen Militärmission in Konstantinopel unter Botschafter und General Sébastiani führten, die die Dardanellen befestigte und den englischen Angriff 1807 erfolgreich abwehrte. Doch wurde die Mission abrupt nach Aufständen von Janitscharen-Hilfstruppen (Yamak) und Janitscharen durch die Absetzung Selim III. 1807 beendet.

Unter Mahmud II. begann ab 1809 ein schleichender Reformprozess. Er schloss mit dem britischen Gesandten, Sir Robert Adair (später abgelöst von Stratford Canning, 1852 ernannt zum Viscount Stratford de Redcliffe), einen Friedensvertrag an den Dardanellen mit der geheimen Vereinbarung der Unterstützung durch die britische Marine für den Fall eines Angriffs Frankreichs, Österreichs oder Russlands auf das Osmanische Reich in der Adria oder Ägäis. Es gelang ihm, die großen Einfluss auf das Volk ausübende Ulema für sich zu gewinnen und 1826 die Niederwerfung eines Aufstands der Janitscharen, die gegen die Einführung europäischer Militärgewohnheiten revoltierten, und anschließend der Auflösung.

## Deutsche Militärreform im Osmanischen Reich ab 1882

### Vorgeschichte
Seit der ersten Hälfte des 19. Jahrhunderts unter Sultan Mahmud II. hatten immer wieder preußische Offiziere für kurze Zeit Dienst in der osmanischen Armee getan, doch waren engere Kontakte zwischen Konstantinopel und Berlin bis weit in die Bismarck-Ära hinein selten. Dennoch von 1835 bis 1839 führte der damalige Hauptmann von Moltke eine Mission von acht Offizieren und sechzehn Unteroffizieren.
In der zweiten Hälfte des 19. Jahrhunderts zeichnete sich die aufstrebende deutsche Industriemacht nun zunehmend für den Sultan Abdülhamid II. dadurch aus, dass sie keine territorial-kolonialen Interessen in den das Osmanische Reich berührenden Bereichen hegte, während etwa England 1881 Ägypten besetzt hatte und den Suez-Kanal als Tor nach Asien, Australien und Afrika ansah, Frankreich sich Tunesien einverleibt und Syrien anvisiert hatte, Russland den Kaukasus bedrohte und selbst Italien auf Tripolitanien und die Dodekanes spekulierte. Auch der wirtschaftliche Einfluss der Deutschen war bis in die späten 1880er Jahre unbedeutend gegenüber dem auch weiterhin auf hohem Niveau bleibenden Frankreichs und dem nun stark nachlassenden Englands.
Die Niederlage im Russisch-Türkischen Krieg 1877/1878 stieß erneute Versuche einer Militärreform an. Um diese innenpolitisch durchsetzen zu können, wurden zusätzliche Truppen geschaffen, veraltete Verbände aber nicht aufgelöst. Ähnlich kam es zur Schaffung neuer Gremien und Räte für die Militärverwaltung. Mit beträchtlichem Finanzaufwand ließ der Sultan moderne Waffen beschaffen. Allerdings erfolgten kaum praktische Manöver mit diesen Geräten.
Schließlich sah sich der Sultan gezwungen, ausländische Hilfe für die Reorganisation der osmanischen Streitkräfte zu nutzen, um die Bedrohung durch außen- und innenpolitische Gegner abwehren zu können.
Mit der Gründung des Deutschen Kaiserreichs nach dem militärischen Sieg gegen Frankreich schien dem Sultan die neue deutsche Großmacht sowohl besonders geeignet als auch durch ihren bis dahin geringen Einfluss im Osmanischen Reich und die zurückhaltende Haltung Otto von Bismarcks gegenüber einem politischen Engagement im Orient als verhältnismäßig unverdächtig und ungefährlich im Vergleich zu Frankreich und England. Bismarck bewilligte schließlich den Ausbau der schon traditionellen sporadischen Zusammenarbeit zu einer ersten deutschen Militärmission nach sorgfältiger Überprüfung etwaiger außenpolitischer Konsequenzen, behandelte aber weiterhin die „orientalische Frage“ offiziell als Mittel zum Ausgleich der Großmächte und nicht als deutschen politisch-wirtschaftlichen Selbstzweck.

### Ablauf

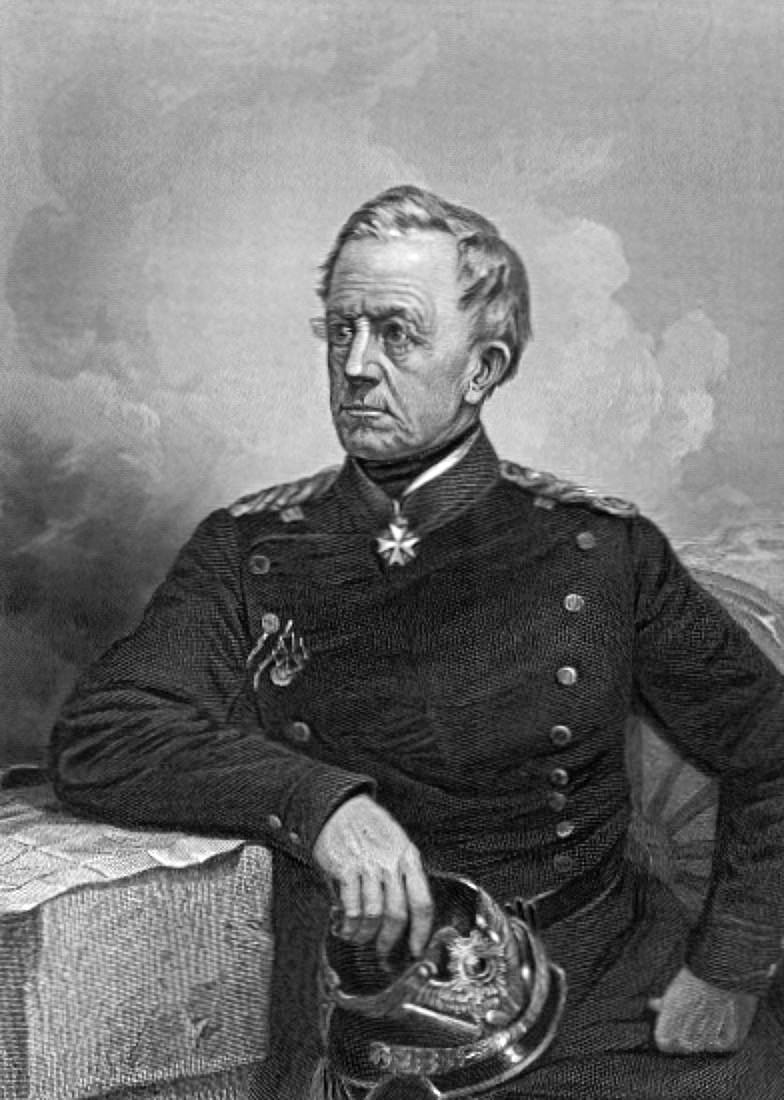
Graf von Moltke

1882 suchte Sultan Abdülhamid II. einen neuen Stab militärischer Berater. Graf von Moltke, der berühmteste preußische Offizier, der Sultan Mahmud II. gedient hatte, betraute darauf General Otto Kähler mit dieser Aufgabe, der sich besonders als wirtschaftlicher Interessenvertreter der Firma Krupp betätigte. Oberst Colmar Freiherr von der Goltz, seit 1883 im Ausbildungsdienst der osmanischen Generalstabschule, wurde nach dem Tod Kählers (November 1885) Leiter der Mission. Als Marineberater wurde 1884 der Korvettenkapitän Starke berufen. 1895 kehrte von der Goltz in das Deutsche Reich zurück, worauf die deutsche Botschaft eine Militärattachéstelle für die Berichterstattung, Beschaffung von Rüstungsaufträgen und Besetzung von ausgewählten Militärpositionen mit deutschen Offizieren einrichtete. Unter anderem wurden als Militärattachés Curd von Morgen und Major Walter von Strempel berufen.
Neben der wirksamen Werbung für deutsche Rüstungsgüter sollten die Ausbildung osmanischer Offiziere im Deutschen Kaiserreich und die deutsche Militärmission im Osmanischen Reich die osmanischen Streitkräfte modernisieren. Diese Modernisierung verlief jedoch zum Missfallen des Missionsleiters Colmar von der Goltz zögerlich. Seine Versuche, neben der Armeereform auch die Befestigung der Meerengen voranzutreiben, wurden jahrelang verschleppt, und das teuer erworbene deutsche Kriegsgerät lagerte zum Teil verpackt in osmanischen Arsenalen.

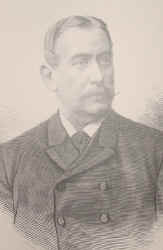
Botschafter Freiherr Marschall von Bieberstein

Auch in der Folge blieben die Deutschen bemüht, die Beziehungen zu pflegen. 1897 wurde der ehemalige Staatssekretär des Äußeren Freiherr Marschall von Bieberstein vom Kaiser zum Botschafter ernannt. Beim zweiten Kaiserbesuch in Konstantinopel 1898 war der spätere Kanzler Graf von Bülow im Gefolge, um den Botschafter in der Förderung des wirtschaftlichen Einflusses zu unterstützen. Auch das schon von der Goltz zur Verfügung gestandene Mittel des Bakschisch wurde hierfür verwendet, wovon besonders Izzet Pascha Gewinn trug.

### Umfang
Wie zuvor schon Kähler, trieb auch von der Goltz die Importe deutscher Waffen voran: so ließ er Hunderte schwerer Kanonen und Feldgeschütze über Hamburg zur Befestigung der Dardanellen einschiffen (1885: 500 schwere und schwerste Krupp-Geschütze), während Fachleute der Firma Krupp die alten Befestigungen der Çatalca-Linie westlich von Konstantinopel auf den modernsten technischen Stand brachten. 1886 setzte er beispielsweise einen Auftrag für eine Torpedoboot-Flottille für die Schichau-Werke in Elbing durch, und die Neubewaffnung des türkischen Heeres mit 500.000 Gewehren und 50.000 modernen Karabinern von Mauser und Loewe wurde beschlossen.

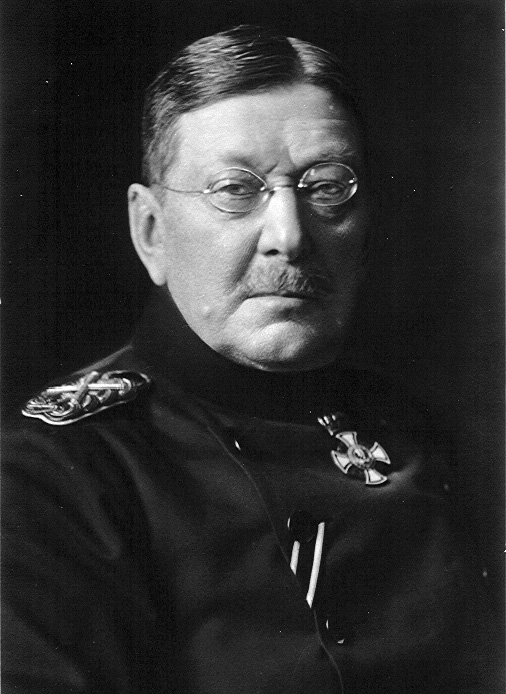
Von der Goltz

Sein Versuch jedoch, einen funktionierenden Generalstab aufzubauen, wurde durch Rivalitäten innerhalb des osmanischen Oberkommandos behindert. Immerhin konnte von der Goltz den Sultan veranlassen, die militärische Struktur zu reorganisieren und damit eine Mobilisierung sowie die Befehlsübermittlung vom Oberkommando an die Kampfverbände und an ferne Garnisonen zu beschleunigen. Von der Goltz konnte dank seiner Persönlichkeit die Einwände der Ulema entkräften und erreichte von Sultan Abdülhamid II., ausgewählte osmanische Offiziere zur weiteren Ausbildung an die Kriegsschule in Potsdam zu schicken. Zwar befanden sich daraufhin selten mehr als 20 Offiziere pro Jahr im Deutschen Reich, doch oft über längere Zeiträume. Die Organisation war wesentlich durchdringender organisiert als die englische Ausbildung türkischer Kadetten in Woolwich unter Sultan Mahmud II. Bis zur jungtürkischen Revolution waren somit etwa 100 Offiziere im preußisch-deutschen Militär ausgebildet worden.

### Wirkung
Zwar wurde der Sieg im „30-Tage-Krieg“ gegen Griechenland 1897 als Erfolg der deutschen Militärreformer angesehen, wobei auch der Nutzen der Anatolischen Bahn für militärische Zwecke erprobt worden war. Auch folgte daraus eine vorübergehende Konsolidierung der Herrschaft des Sultans, die selbst die Bestrebungen der Europäer um eine Lösung der Armenierfrage für Jahre abrupt beendete und die die Aufteilung der „Türkei“ besonders auf Grundlage deutscher Fürsprache verhinderte. Dennoch wurde der Erfolg bei der Reorganisation der osmanischen Armee von deutscher Seite als sehr mäßig und zäh voranschreitend eingestuft – maßgeblich verursacht durch die passive Behinderung durch den Sultan selbst. Um jedoch die gute politische Fühlung zum Sultan nicht an andere Mächte zu verlieren, blieb die Mission bestehen und trieb vor allem die Rüstungsbestellungen bei der deutschen Waffenindustrie weiter voran.
Im Bereich der Rüstungsgeschäfte gelang es den Deutschen (besonders Krupp) tatsächlich, durch die Vermittlung der Militärmission vorerst ein Monopol im Osmanischen Reich zu errichten und die noch in den 70er Jahren dominierenden Franzosen (Schneider-Creusot) sowie die Engländer (Vickers, Armstrong Whitworth) zu verdrängen. Damit handelte sich die deutsche Militärmission und Rüstungsindustrie jedoch nach dem Zusammenbruch der osmanischen Armee im Balkankrieg den – politisch und wirtschaftlich motivierten – internationalen und jungtürkischen Vorwurf ein, deutsche Waffentechnik habe das Versagen der osmanischen Armee verschuldet. Obwohl alle Kriegführenden überwiegend mit Krupp-Geschützen ausgerüstet waren, schmälerte die Kampagne Prestige und Einfluss der Deutschen und kam der englischen und französischen Waffenindustrie zugute, worauf der Botschafter Freiherr von Wangenheim eine zweite – mit mehr Vollmachten ausgestattete – Militärmission als geeignetes Mittel zur Begegnung der Vorwürfe und ihrer Folgen ansah.

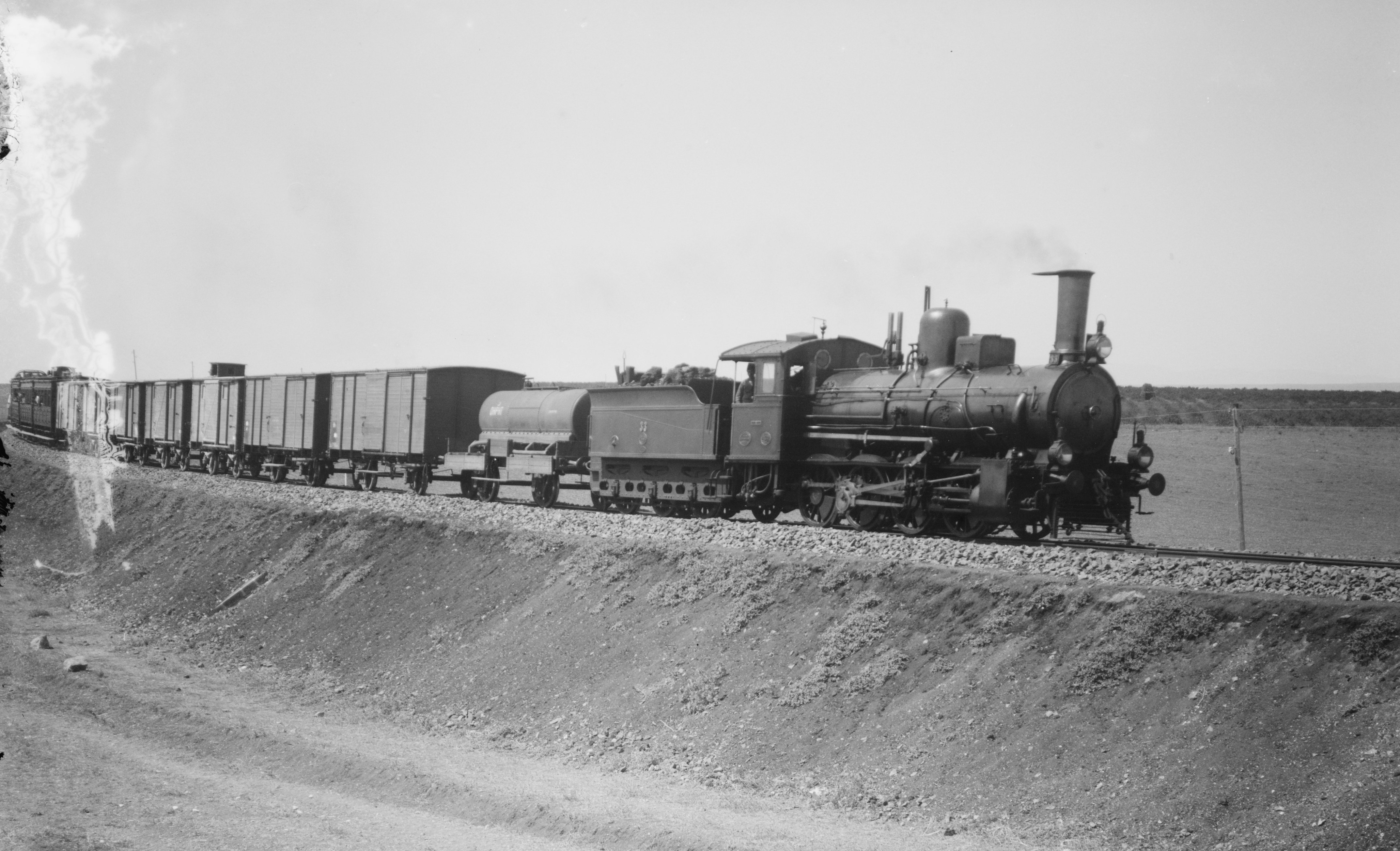
Die Bagdadbahn

Den Waffengeschäften war neben der Konzession zum Bau der Anatolischen Bahn schließlich auch die für die Bagdadbahn gefolgt, welche entscheidend für den deutschen Einfluss im Osmanischen Reich wurde.
Von großer Bedeutung war die Tätigkeit der ersten Militärmission unter von der Goltz aber nicht zuletzt durch die Ausbildung eines deutschfreundlichen oder zumindest deutschnahen Kerns von jungtürkischen Offizieren gewesen, der auch nach der Revolution durch die allgemein weitaus eher Frankreich und England zugewandten Jungtürken 1908 die Bindungen zur deutschen Armee nicht verlor und einige der wichtigsten Posten besetzte. So erwirkte etwa der osmanische Generalstabschef Ahmed Izzet Pascha im Mai 1909, dass von der Goltz – nun Generaloberst – erneut in die osmanische Armee berufen wurde. Und auch den späteren Leiter der zweiten Militärmission, Liman von Sanders, kannte Izzet Pascha noch aus seiner Zeit bei den Husaren in Kassel.

## Deutsche Militärmission im Osmanischen Reich unter Liman von Sanders ab 1913

### Vorgeschichte
In der Zeit vor dem Ersten Weltkrieg war der Zustand des osmanischen Heeres wie auch der Marine vollkommen desolat. Das Reich befand sich in einem Spannungsfeld zwischen panislamischen, osmanistischen, pantürkischen und panturanischen Strömungen. Die deutschen Militärreformer unter Generalfeldmarschall von der Goltz erfuhren vor den Balkankriegen durch Sultan Abdülhamid II., der in ständiger Furcht vor einer durch das Militär gestützten Revolution lebte, kaum praktische Unterstützung, das osmanische Militär wirksam zu modernisieren. Auch die nach der Absetzung des Sultans (1909) durch die Jungtürken erfolgte Reorganisation des Heeres nach dem Plan von Marschall Izzet Pascha (türk.: Ahmet İzzet Paşa) geschah ohne Einflussmöglichkeit der deutschen Instruktionsoffiziere und führte in die katastrophale Niederlage des Ersten Balkankrieges 1912/13. Nur die Zerstrittenheit der Balkanstaaten schob den Untergang des Osmanischen Reiches auf und sicherte den Osmanen noch die Herrschaft über den Bosporus und die verbliebenen europäischen Territorien. Sowohl Russland als auch die Entente Frankreich/Großbritannien sahen auch angesichts des sich abzeichnenden Machtvakuums in der Kontrolle über Dardanellen und Bosporus ein eigenes vitales Interesse.

### Ablauf

Offiziere der deutschen Militärmission bei der Abreise in die Türkei im Dezember 1913. In der Mitte (mit Mütze) Otto Liman von Sanders, der Leiter der Mission.

In dieser Situation erfolgte am 22. Mai 1913 die offizielle Bitte des Osmanischen Reiches um Entsendung eines deutschen Generals zur Reorganisation der Armee. Am 30. Juni 1913 wurde Liman von Sanders vom Kaiser zum Leiter der neuen Militärmission in Konstantinopel ernannt, worauf die osmanische Regierung im August 1913 Verhandlungen mit der deutschen aufnahm und per Kontrakt die deutsche Militärmission unter der Führung des deutschen Generalleutnants und nunmehr osmanischen Generals (kurz darauf deutschen Generals und osmanischen Marschalls) Liman von Sanders mit weitreichenden Befugnissen ausstattete und mit der zweiten Reorganisation der Armee beauftragte. Damit wurde das Vermächtnis des ehemaligen Kriegsministers – Großwesir und General Schewket Pascha (türk. Şevket Paşa) – verwirklicht, der vor seiner Ermordung dem deutschen Botschafter Freiherr von Wangenheim erklärt hatte, dass das Deutsche Reich eine besondere Rolle bei der Umgestaltung des osmanischen Staates übernehmen müsse, welcher „unter der fast diktatorischen Oberleitung eines deutschen Generals“ „von Grund auf reformiert werden“ müsse. Diplomatisch führte die Frage der Entsendung deutscher Militärberater in die Türkei zu beträchtlichen Verwicklungen mit anderen Großmächten, die an einer deutschen Präsenz am Bosporus und am militärischen Wiedererstarken der Türkei nicht interessiert waren (so genannte Liman-von-Sanders-Krise).

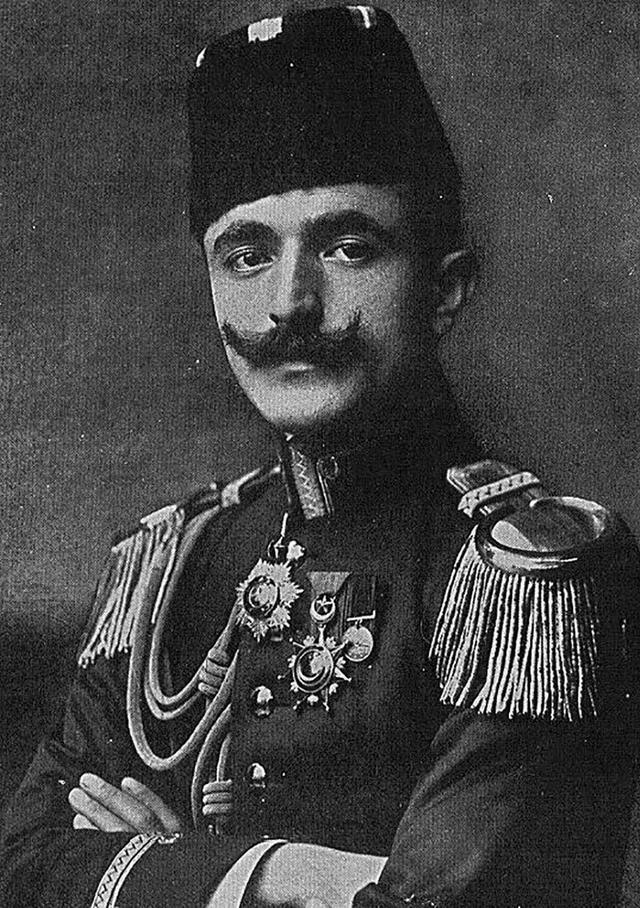
Ismail Enver Bey

Infolge der Ermordung Schewket Paschas verzögert, erhielt Liman von Sanders schließlich im November die Erlaubnis des Kaisers, den von deutscher Militärführung, Auswärtigem Amt und türkischem Ministerrat gebilligten Vertrag zu unterzeichnen. Wenige Tage nach dem Eintreffen der deutschen Militärmission in Konstantinopel im Dezember 1913 trat der bisherige Kriegsminister Izzet Pascha zugunsten des jungen Majors Ismail Enver Bey (später Enver Pascha) zurück, der das Vertrauen Schewket Paschas in die deutsche und türkische Armee teilte, dessen militärische Unerfahrenheit in der Folge aber zu ernsten Konflikten mit dem fachlich außerordentlich gewissenhaften – aber diplomatisch wenig begabten – Liman von Sanders führte. Innerhalb von nur sieben Monaten führte nun Liman von Sanders durch schonungslose und unermüdliche Arbeit das osmanische Heer zu einer Schlagkraft heran, mit der die Entente aufgrund der Balkankriegserfahrung nicht ansatzweise gerechnet hatte.
Doch wurde die Tätigkeit der deutschen Militärmission mit der Aussicht auf eine Erstarkung des osmanischen Heeres auch zum Anlass für eine internationale Krise, welcher später teils sogar kriegsauslösende Wirkung zugeschrieben wurde, da sich Russland und die Entente unter Zugzwang gesetzt fühlten.
Nach Ausbruch des europäischen Krieges am 1. August 1914 war per Kontrakt der Militärmission zunächst die Rückberufung der deutschen Offiziere vorgesehen. Am 2. August schlossen darauf jedoch Großwesir Said Halim Pascha und Kriegsminister Enver einen geheimen Allianzvertrag mit dem Deutschen Reich ab, in den nach Konsultation Limans auf dessen Rat für den Fall eines Verbleibens der Militärmission ein Passus eingefügt wurde, der den deutschen Offizieren einen „tatsächlichen Einfluss auf die Kriegsführung“ zusicherte.
Dennoch befürchtete Deutschland weiterhin ein Überschwenken der formal die Neutralität wahrenden Türkei und drängten auf raschen Kriegseintritt. Auch konnte die Befestigung der Dardanellen wegen der Anwesenheit einer britischen Marinemission nicht wirksam betrieben werden.

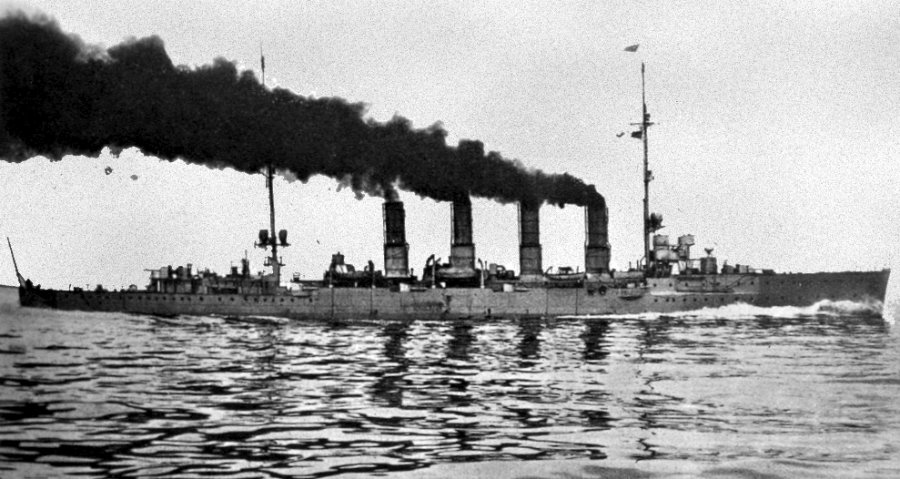
SMS Breslau

Entsprechend der deutschen Heeresmission war für die Marine schon 1912 der britische Admiral Limpus mit der Reformierung beauftragt worden, dessen Militärmission – im August 1914 bereits über 70 Marineoffiziere – nun aber offiziell durch die osmanische Regierung am 15. August 1914 beendet wurde. Zu Beginn des Ersten Weltkriegs war die Türkei durch die Beschlagnahme ihrer in England bestellten Schlachtschiffe Reschadie (türk. Reşadiye) und Sultan Osman I. (die als Erin und Agincourt in die Royal Navy eingegliedert wurden) am 1. August 1914 durch die Briten überrascht und brüskiert worden. Am 12. August 1914 war dann die spektakuläre Übergabe der deutschen Schiffe Goeben (umgetauft in Jawus Sultan Selim, türk.: Javuz Sultan Selim) und Breslau (umgetauft in Midilli) in türkischen Dienst (mit deutscher Besatzung) erfolgt. Konteradmiral Wilhelm Souchon, der das deutsche Geschwader befehligt und zu den Meerengen geführt hatte, wurde vom Sultan zum türkischen Admiral und Oberbefehlshaber der Osmanischen Flotte ernannt. Die britische Marinemission hatte in für Marineminister Dschemal (türk. Cemal) bindender Tradition gestanden, da vor Limpus bereits 1908 Konteradmiral Sir Douglas Gamble und 1910 Admiral Hugh Williams dafür verwendet wurden, wenn auch ohne wirkliche Möglichkeit zu einer effektiven Modernisierung.

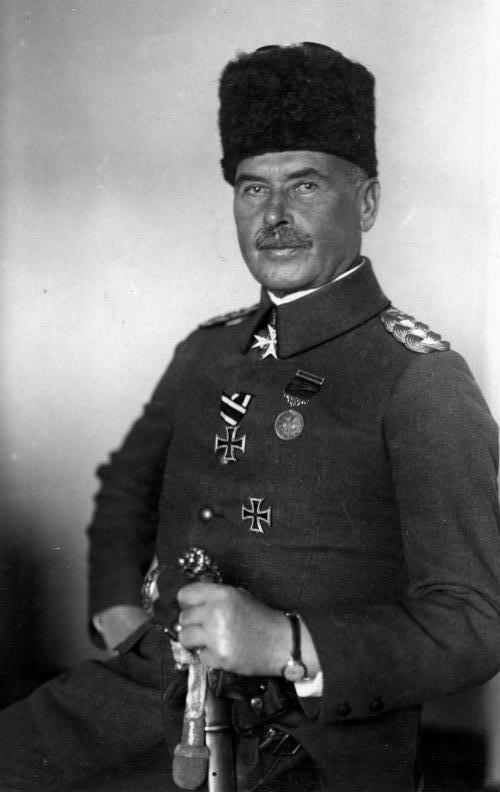
Liman von Sanders Pascha als türkischer Oberbefehlshaber im Ersten Weltkrieg (1916)

Das Osmanische Reich verwies am 15. September 1914 die letzten britischen Offiziere des Landes und sperrte schließlich nach eiligst durchgeführter Befestigung der Dardanellen unter deutscher Leitung am 27. September 1914 offiziell die Meerengen für die internationale Schifffahrt, worauf es am 29. Oktober 1914 fast zeitgleich zu Angriffen der unter osmanischer Flagge fahrenden Flotte unter Admiral Souchon im Schwarzen Meer gegen die Russen und zu einem britischen Angriff gegen osmanische aus dem Hafen von Smyrna (türk. İzmir) auslaufende Handelsschiffe kam und am 12. November 1914 die osmanische Regierung der Triple-Entente den Krieg erklärte. Liman von Sanders geriet nun in heftige Konflikte mit dem deutschen Botschafter bezüglich der von dem deutschen Militärattaché und dem Botschafter geplanten Expeditionen von Sondereinheiten, da er diese nach strikt militärischen Gesichtspunkten beurteilte und sich den politischen Interessen und Expansionswünschen Berlins wie auch denen der Jungtürken nicht beugen wollte. Daher wurde seine Ablösung durch den Generalfeldmarschall von der Goltz beschlossen. Nachdem von dieser Maßnahme wieder abgesehen wurde, die Vereinbarungen betreffs der Entsendung des Freiherrn von der Goltz aber nicht rückgängig gemacht wurden, traf dieser am 12. Dezember 1914 in Konstantinopel ein und wurde zunächst als Militärberater des Sultans verwendet, möglicherweise, um zwischen osmanischer Seite, Botschaft und Militärmission zu vermitteln, was allerdings aufgrund der Teilnahmslosigkeit von Mehmed V. wenig erfolgreich blieb. Am 24. März 1915 erhielt Liman von Sanders durch Enver den Oberbefehl über die neu zu formierende fünfte Armee zur Verteidigung der Dardanellen, welche neben der vorausgegangenen Mobilisierung die erste große Bewährungsprobe der reorganisierten Armee wurde.

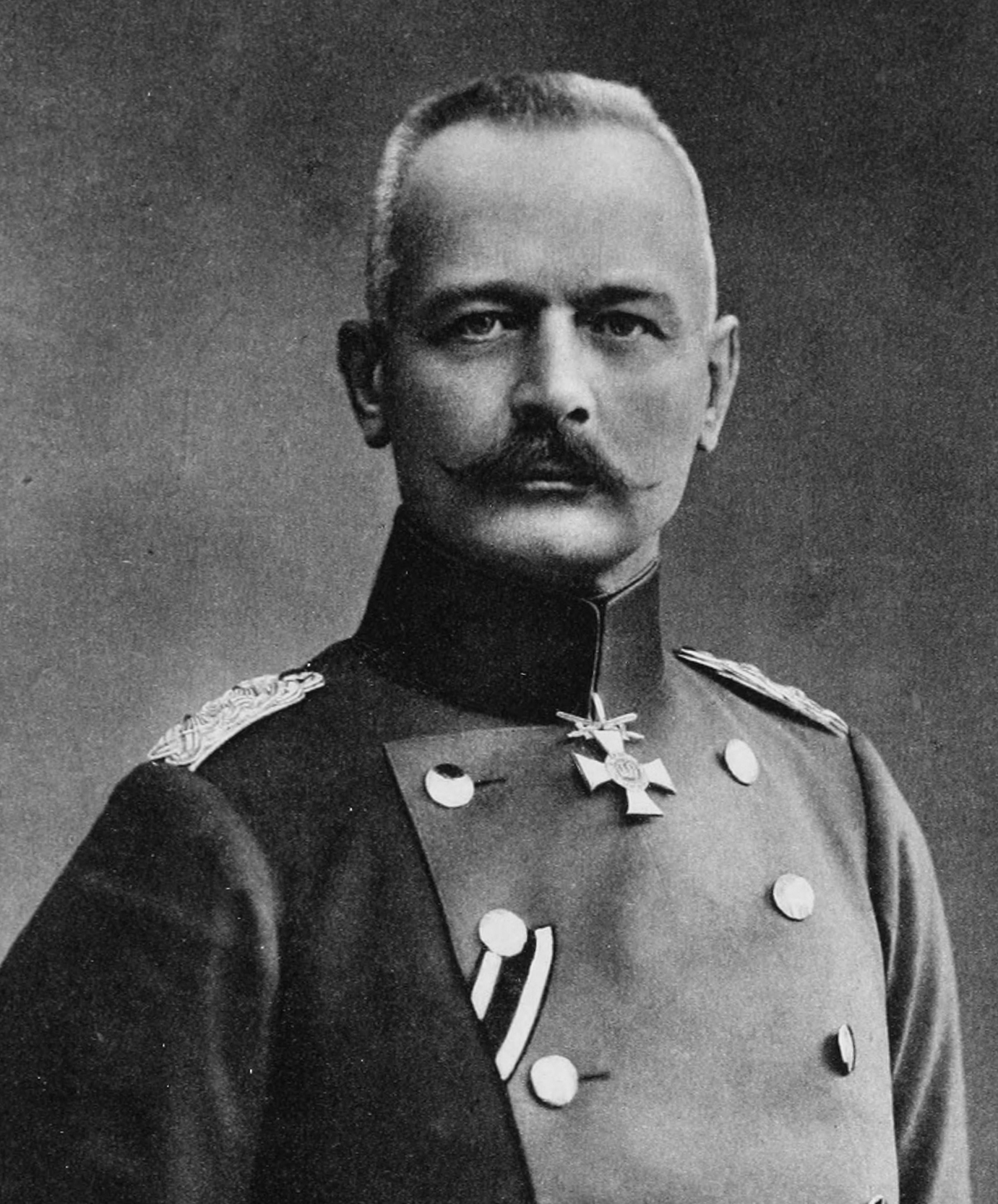
Erich von Falkenhayn

Nach dem Verlust Bagdads im März 1917 – dem sowohl die türkischen Offiziere nach dem Tod des Freiherrn von der Goltz im April 1916 durch strategische Missgriffe im Osten als auch die deutschen Berater Envers Vorschub geleistet hatten – wurde von der bisherigen maßvollen Militärunterstützung abgerückt, indem auf Initiative des Militärattachés und gegen heftigen Protest von Liman von Sanders die Heeresgruppe Yıldırım (dt. Bezeichnung: „Heeresgruppe F“; „Yıldırım“ = Blitz) mit einem fast rein deutschen Generalstab aufgebaut wurde. Hatte die Militärmission die Verwendung deutscher Offiziere und deutscher Formationen nach Möglichkeit eingeschränkt und den Schwerpunkt auf die Schulung der türkischen Offiziere, die Unterstützung durch Geld und Kriegsmaterial und die Bereitstellung deutscher Offiziere für die Truppenführung etc. gelegt, so wurde nun „Jilderim“ eine Heeresgruppe in deutscher Verantwortung unter General Erich von Falkenhayn. Zusammengesetzt aus türkischen Armeen mit Unterstützung deutscher Truppen und Hilfsformationen – inklusive des neuen „Asien-Korps“ etwa ein Zehntel der Gesamtstärke – sollte Jilderim Bagdad zurückerobern, muss aber dann ab Herbst 1917 an die Sinaifront verlegt werden, da die Engländer inzwischen von Ägypten aus vorgehen – provoziert durch die gegen Liman von Sanders durchgesetzte, fehlgeschlagene osmanische Expedition an den Suezkanal im August 1916.
Beim Kaiserbesuch im Oktober 1917 wurde eine vom deutschen Militärattaché im Frühsommer 1917 initiierte Militärkonvention durch die Kriegsminister Hermann von Stein und Enver unterschrieben, welche sofort in Kraft treten und den Kontrakt der Militärmission ersetzen sollte. Nachdem der erst im Oktober benachrichtigte Liman von Sanders gegen das Aushebeln des bis zum 14. Dezember 1918 laufenden Kontraktes seine Abberufung vorschlägt, wurde das Inkrafttreten auf die Zeit nach Kriegsende verschoben. Die Konvention entspricht dem System der ersten deutschen Militärreform, also einzeln arbeitender Offiziere, lediglich unter einer gewissen Aufsichtsfunktion des jeweils dienstältesten Offiziers. Als Liman von Sanders Anfang Februar 1918 von der baldig vorgesehenen Übernahme der Militärmission durch den Chef des osmanischen Generalstabs – von Seeckt – informiert wurde ersucht er ein weiteres Mal um seine Abberufung, da er eine Übernahme der deutschen Truppen in die Zuständigkeit des schon mit der Versorgung der osmanischen Truppen überforderten türkischen Hauptquartiers ablehnt. Er verbleibt jedoch – wie auch Mitte April 1918 nach ganz ähnlichem Ablauf der Ereignisse – weiterhin in seiner Funktion.

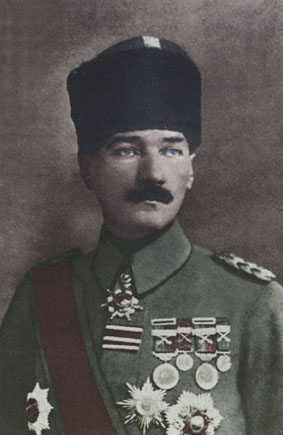
Mustafa Kemal Atatürk

Nachdem die Engländer den mit den türkischen Offizieren schlecht zusammenarbeitenden von Falkenhayn in Palästina zurückdrängen, bittet Enver am 19. Februar 1918 Liman von Sanders, den Oberbefehl über Jilderim zu übernehmen. Dieser übernimmt die wenig Erfolg versprechende Aufgabe nur unter der Bedingung der „rückhaltlosen Unterstützung“, doch verfolgt Enver tatsächlich kaukasische Expansionspläne und bindet damit die Truppen, die der Verteidigung Palästinas fehlen. Dennoch gelingt es unter Liman von Sanders erfolgreich, den englischen Vormarsch einzudämmen und zu verzögern.
In dem Waffenstillstand von Mudros (Limnos) am 30. Oktober 1918 kann der Großwesir Izzet Pascha dem englischen Admiral und Leiter der alliierten Delegation Sir Somerset Calthorpe den freien Abzug der deutschen und österreichisch-ungarischen Offiziere und Truppen abringen. Darauf übergibt Liman von Sanders den Oberbefehl seiner Truppen Mustafa Kemal Pascha am 31. Oktober 1918 in Adana. Als Oberbefehlshaber über alle noch in der „Türkei“ befindlichen deutschen Offiziere und Truppen regelt er deren Rückführung nach Deutschland in Absprache mit den inzwischen in Konstantinopel eingetroffenen englischen Militärbehörden. Ende Januar 1919 beginnt die Ausschiffung der Reste der Militärmission und Truppen, während Liman von Sanders bis August 1919 auf Malta als Kriegsgefangener der Engländer festgehalten wurde.

### Umfang
Im Folgenden werden Militärmission und kriegsbedingt detachierte Truppenteile gemeinsam behandelt.
Den rund 40 Instruktionsoffizieren – der Kontrakt sah 42 vor – im Dezember 1913 folgten bis Mitte 1914 zunächst rund 30 weitere und besonders mit Kriegsbeginn 1914 viele zusätzliche sowie detachierte Truppenteile (Offiziere, Mannschaften, Fachleute, Personal etc.). Anfang 1916 befanden sich bereits rund 200 Offiziere im Dienst der Mission, die sich ab dem Winter 1916/1917 zu einer großen deutschen Etappenbehörde entwickelte, welche die Arbeit der bisherigen Verbindungsoffiziere übernahm sowie die Verwaltung sämtlicher deutscher Personalien und Gerichtsangelegenheiten. Zum Kriegsende wurden schließlich allein über Gibraltar rund 800 deutsche Offiziere und 12.000 Mannschaften des Asien-Korps repatriiert. Schätzungen zufolge könnte die maximale Anzahl der im Osmanischen Reich eingesetzten Deutschen 18.000 bis 25.000 Mann betragen haben.
Sowohl sämtliche wichtigere Funktionen in osmanischen Generalstab, Artillerie, technischen Truppen, Rüstungsindustrie, Marine und sonstigen Diensten mussten Deutschen übertragen werden, wie auch einfacheres Personal (Unteroffiziere, Meister, Vorarbeiter) und sogar Fabrikarbeiter, da das Osmanische Reich nicht über entsprechend ausgebildete Kräfte verfügte.
Die Deutschen übernahmen die komplette Instandsetzung der Verteidigungsanlagen der Dardanellen und des Bosporus, Bedienung der schweren Artillerie, Verstärkungen der Befestigungsanlagen, das Verbindungswesen, Legen der Seeminen, die Verteidigung der U-Boote, Luftwaffe, alle Waffen-, Munitions- und Sprengstoff-Fabriken, das Marinearsenal, die Docks und vieles mehr und besetzten es mit ihrem Personal.
Nach Artikel 3 des Deutsch-Türkischen Bündnisvertrages vom 2. August 1914 wurde die Militärmission mit dem Beginn des Krieges direkt in die osmanische Armeeführung einbezogen und besetzte wichtige Positionen im osmanischen Generalstab, in der Rüstungsindustrie, in Heer und Marine.
Das verwahrloste und unentwickelte Militärlazarettwesen wurde unter Suleyman Numan Pascha durch Verdienst des obersten Sanitätsoffiziers der Mission, des bayerischen Hygienikers Georg Mayer (2. v.l.), auf kriegstauglichen Stand gebracht. Bekleidung und Hygiene der Truppen, innerer Zustand der militärischen Gebäude und Stallungen sowie die Pflege der Pferde hatten sich zu Beginn der Tätigkeit der Militärmission in stark vernachlässigtem Zustand befunden. Die Ausbildung der Offiziere war theorielastig und nicht auf Verantwortung für Truppe und Material ausgerichtet gewesen. In der ersten Jahreshälfte 1914 wurden die Infanterie-, Feldartillerie- und Fußartillerieschule in Konstantinopel und die Kavallerie-Unteroffizierschule in Ajas Agar mit deutschen Leitern und Lehrern besetzt und eine Offizierreitschule sowie eine Schule für Ausbildung des Trains von den Deutschen gegründet. Professor Mayer setzte sich für die Umgliederung des osmanischen Sanitätswesens in Sanitätskompanien, Feld- und Kriegslazarette nach deutschem Vorbild ein, die aber nur teilweise verwirklicht werden konnte. Nach Ausbruch des Krieges wurde deutlich, dass der Schwerpunkt des Sanitätsdienstes in der Seuchenbekämpfung liegen musste, da die türkischen Ausfälle durch Epidemien und Infektionskrankheiten weit über denen durch Verwundungen lagen.
Eine komfortable Reise- und Nachschubverbindung nach Deutschland wurde erst nach dem erfolgreichen Feldzug der Mittelmächte gegen Serbien im Herbst 1915 möglich. Mit der Inbetriebnahme des Balkanzugs Berlin-Wien-Konstantinopel mussten die Deutschen das dringend benötigte Kriegsmaterial nicht mehr durch die strengen rumänischen Kontrollen schmuggeln, sondern konnten es über Serbien und Bulgarien durch von eigenen Kräften kontrolliertes Territorium bis Konstantinopel transportieren. Der erste dieser Balkanzüge traf am 17. Januar 1916 in dem Kopfbahnhof in Sirkedschi/Konstantinopel (türk. Sirkeci/İstanbul) ein.

### Wirkung und Bewertung
Die deutsche Militärmission unter Liman von Sanders hat in der Öffentlichkeit und Geschichtsschreibung sehr unterschiedliche Beurteilungen erfahren, die weniger durch jeweils verschiedenen Forschungsstand als durch sehr unterschiedliche Interessenlagen bestimmt wurden, deren Kenntnis zum Verständnis der Auseinandersetzung wichtig ist:

#### Politisch

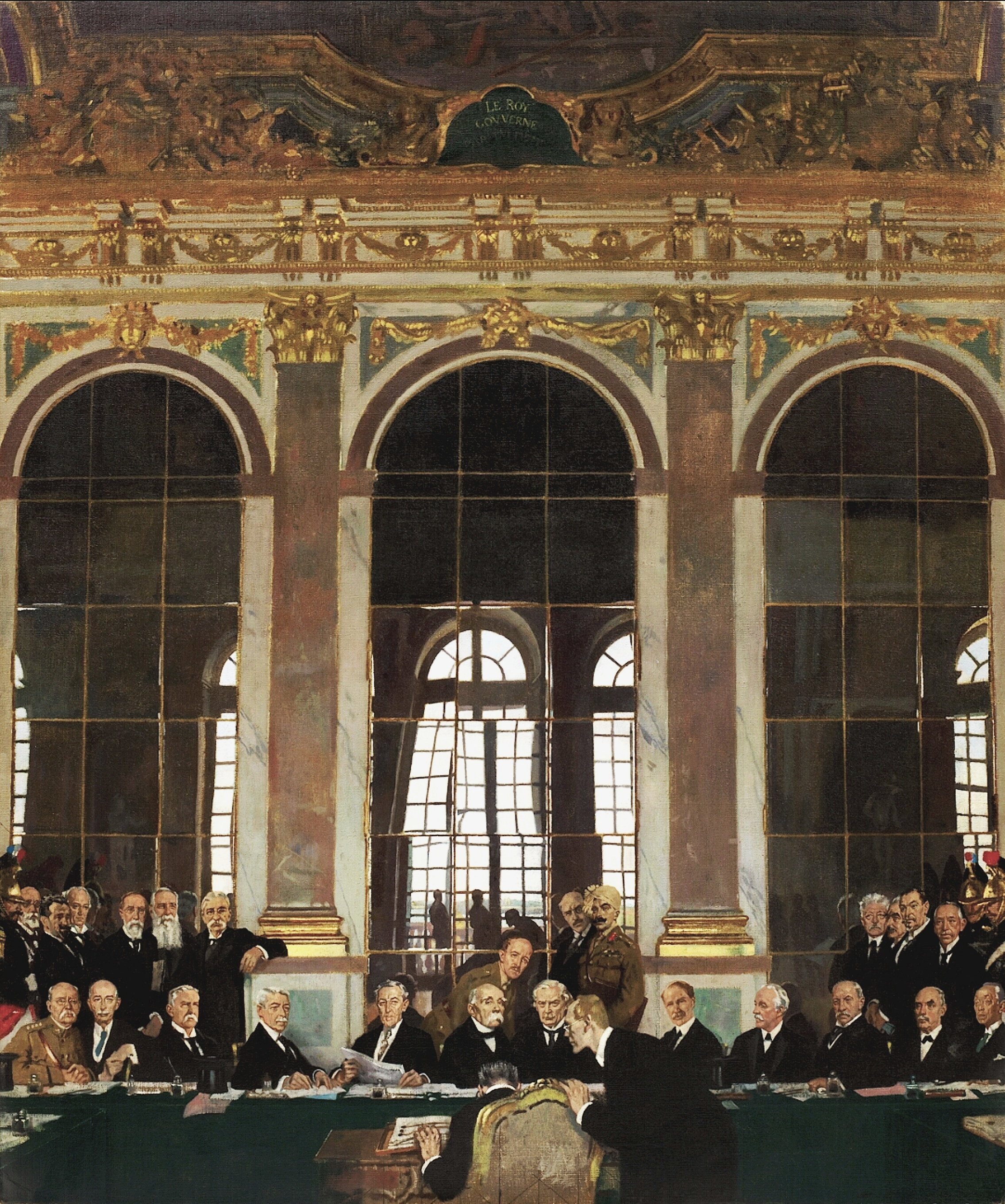
William Orpen: The Signing of Peace in the Hall of Mirrors. Unterzeichnung des Versailler Vertrages 1919

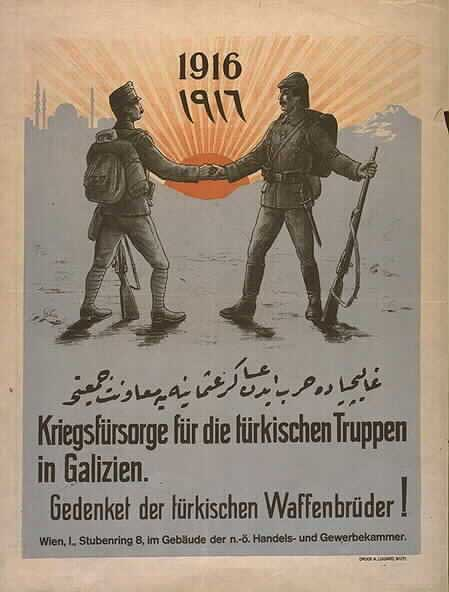
Plakat der Kriegsfürsorge, das für die türkischen Truppen in Galizien wirbt.

Nachdem sie den Einfluss des deutschen Faktors im Osmanischen Reich, der ab den späten 1880er Jahren auf ihre Kosten gewachsen war, nur behindern – jedoch nicht verhindern (Bagdadbahn) – hatten können, war es den Kriegsgegnern des Deutschen Reichs – insbesondere Frankreich und Großbritannien – im Krieg sowie nach ihrem Sieg darum gegangen, den Deutschen die alleinige Kriegsschuld an dem Ausbruch des Weltkrieges zuzuschreiben, manifestiert im Kriegsschuldartikel des Versailler Vertrages. Ihre eigenen kolonialen, imperialen und wirtschaftlichen Interessen im Orient herunterspielend, unterstellten sie den Deutschen dementsprechend einen wirtschaftlichen, politischen und militärischen Einfluss und kolonial-imperiale Interessen am Osmanischen Reich, welche das Deutsche Reich in der vorgeworfenen Form weder vor noch während oder nach der Ära Bismarck je gehabt hatte. Die deutsche Militärmission und später das Kriegsbündnis des Osmanischen Reichs mit den Mittelmächten mochte daher als Vorwand dienen, die längst von den Großmächten Russland, England und Frankreich erwogene gewaltsame Besetzung der Meerengen zu vollziehen und als Befreiung von deutscher Kontrolle auszugeben.
Im Gegensatz zu dieser Darstellung musste aber gerade zu Beginn der Militärmission im Herbst 1913 der aufwendig erarbeitete deutsche Einfluss auf dem Balkan (Griechenland, Rumänien, Serbien) und in der Türkei aufgrund der wirtschaftlichen Überdehnung der deutschen Kräfte weitgehend an die Franzosen abgegeben werden. Das deutsche Kapital hatte entscheiden müssen, ob es in durch Anleihe getragene und die deutsche Exportwirtschaft stützende Rüstungsexporte (v. a. Krupp) im Osmanischen Reich investieren sollte oder in die langfristig strategische, aber vorläufig unrentable Planung (Bagdadbahn). Die Entscheidung war dabei auf letztere gefallen. Im Frühjahr 1914 hatte das Osmanische Reich in Paris eine neue Anleihe aufgenommen. England dagegen genoss weiterhin das osmanische Vertrauen bei der Vergabe bedeutender Werftaufträge (1911 bis Ende 1912 für Marinewerften an Armstrong Whitworth und Vickers, sowie für die Schlachtschiffe Reschadie und Sultan Osman I. an Armstrong).
Die Geschichtsschreibung der Weimarer Republik bemühte sich, diesen Vorwurf der alleinigen oder Hauptkriegsschuld der Deutschen in breit angelegter wissenschaftlicher Bearbeitung zu widerlegen. Revisionistische Strömungen neigten dabei auch dazu, das deutsche Engagement auf reine Waffenbruderschaft oder gegenseitige Hilfe mit den Türken zu reduzieren, etwa in Anlehnung an die alten preußisch-türkischen Verbindungen. Die – wenn auch im Vergleich zu den anderen Großmächten sehr spät einsetzenden und teilweise bescheideneren – deutschen Interessen und Ziele in der „orientalischen Frage“ wurden in solchen Darstellungen minder berücksichtigt.
Marxistisch-leninistisch motivierte Darstellungen haben dagegen etwa versucht, die Schablone des Kapitalismus – in seiner imperialistischen Phase – auf die deutsch-osmanischen Beziehungen anzuwenden und zeichnen ein Bild des Osmanischen Reiches als „Halbkolonie“ des deutschen Kapitals. Auch die deutsche Militärmission wurde dabei mitunter aus dieser Perspektive betrachtet. Darstellungen aus der Türkei beziehen sich ebenfalls regelmäßig auf die von dem DDR-Historiker Lothar Rathmann vertretenen Interpretationen. Bereits Anfang des 20. Jahrhunderts hatten die Jungtürken dem Deutschen Reich territoriale Interessen im Osmanischen Reich unterstellt.
Gerade die deutsche Außenpolitik aber vermied jede Unterstützung von territorialen Expansionsplänen und Siedlungsaktivitäten, um das Engagement im Osmanischen Reich und deren Symbol – die Bagdadbahn – nicht zu gefährden. Auch war die Einbindung deutschen Kapitals (Bagdadbahn) durch Abdülhamid II. erfolgt, um eben dadurch die wirtschaftliche Abhängigkeit des Osmanischen Reiches auf eine breitere Basis zu verteilen als dies noch zur Einrichtung der international kontrollierten „Osmanischen Staatsschuldkommission“ („Administration de la Dette Publique Ottomane“) 1881 nach dem Staatsbankrott der Fall gewesen war. Entsprechend war es das Ziel von Schewket Pascha gewesen, die Rivalität und Konkurrenz der Großmächte bei der Aufteilung des Einflusses auf das Osmanische Reich auszunutzen, indem er möglichst all diese Mächte für die Reform des labilen Staates heranzog – wobei die deutsche Militärmission ein Teil sein sollte. Darüber hinaus hegte die jungtürkische Führung weitreichende expansive Ziele, die geeignet sein mochten, von den Niederlagen im Balkankrieg und den inneren Auseinandersetzungen im Staat abzulenken. Die Entsendung der Militärmission war somit eigenen Interessen der Jungtürken gefolgt und nicht auf deutschem Druck begründet, wenn sich auch Botschafter Wangenheim im April 1913 von ihr versprochen hatte, einer deutschfeindlichen Regierung im Osmanischen Reich entgegenwirken zu können. Auch war es gerade die Beschränkung Liman von Sanders’ auf eine rein militärische Tätigkeit der deutschen Militärmission ohne Berücksichtigung politischer Intentionen gewesen, die die jungtürkischen Führer überzeugt hatte, den Mittelmächten beizutreten. Eine monopolistische deutsche Kontrolle über die Türkei hatte weder militärisch, noch politisch oder wirtschaftlich bestanden. Allerdings war die Militärmission für die deutsche Seite Grundbedingung für ein Bündnis mit dem Osmanischen Reich und sollte möglichst zu einer Entlastung der Deutschen für den bereits vorauszusehenden Kriegsfall und drohenden Zweifrontenkrieg dienen. Da sich aber das Deutsche Reich in Europa unter Kaiser Wilhelm II. und nicht zuletzt durch seine Orientpolitik gegenüber den Großmächten isoliert hatte, einte gerade auch die Militärmission und deutsche Präsenz in den Meerengen selbst Russland mit England und Frankreich. Die Militärmission hatte somit indirekt kriegsauslösende Bedeutung, als die Großmächte England, Frankreich und Russland es in ihrem übermächtig gewordenen Bündnis nicht als notwendig erachten mussten, das deutsche Vordringen im Orient hinzunehmen und mit der Präsenz der Deutschen in der Meerenge einen hinreichenden Anlass fanden, auf die Aufteilung des Osmanischen Reiches hinzuwirken.

#### Militärisch

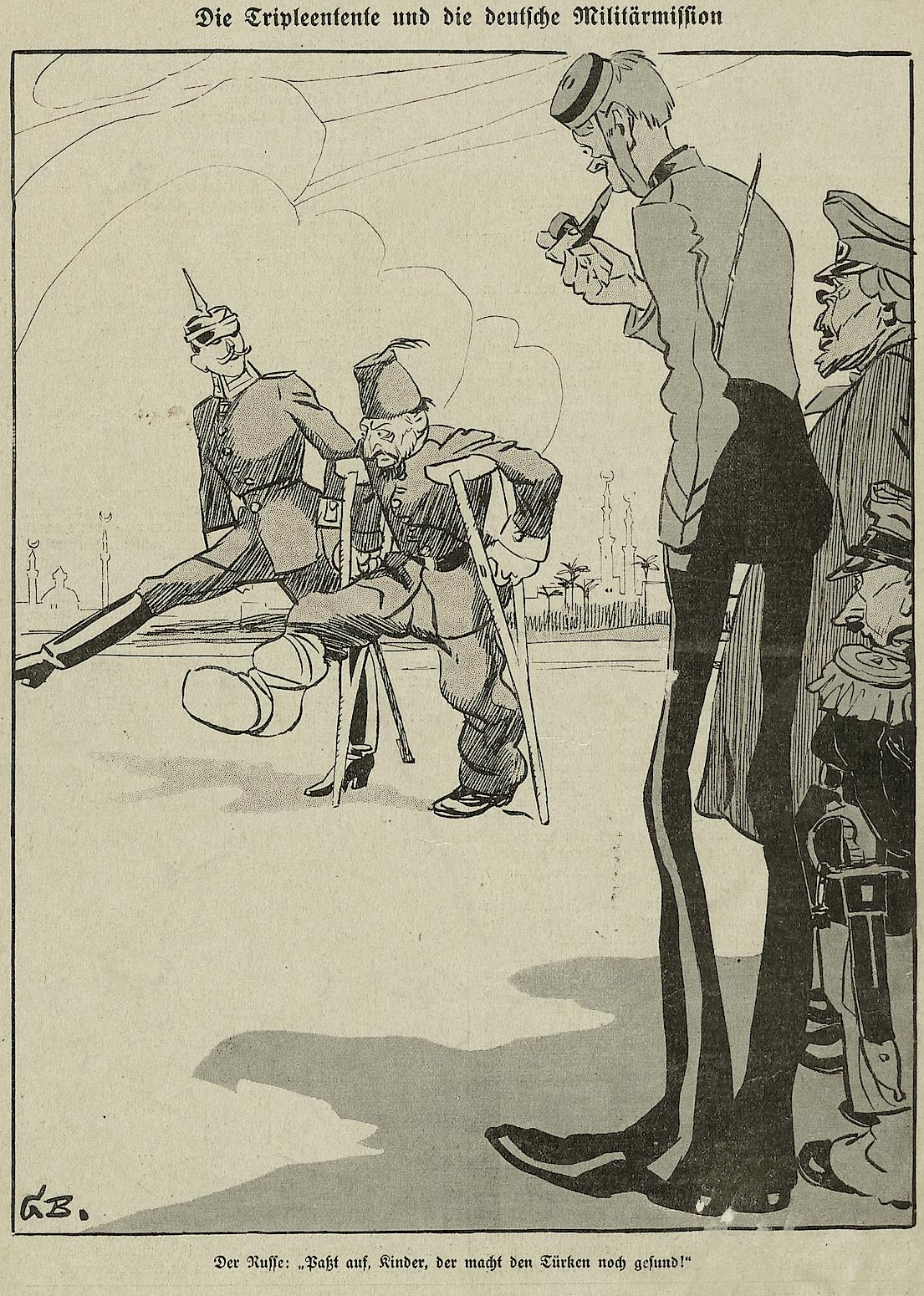
Karikatur von Gustav Brandt mit einer Anspielung auf den „kranken Mann am Bosporus“: „Paßt auf, Kinder, der macht den Türken noch gesund!“

In den Belangen, in denen die Militärmission die Unterstützung der osmanischen Offiziere und Verantwortlichen (v. a. Envers) gegen anfängliche Vorbehalte erlangen konnte, wurde ihre Tätigkeit sehr wirkungsvoll. So war die militärische Reorganisation durch die Militärmission unter Liman von Sanders trotz der kurzen Zeit bis zu Kriegsbeginn so erfolgreich verlaufen, dass der osmanische Sieg in der Schlacht um die Dardanellen für die Entente völlig überraschend kam.
Dass die Expansionswünsche der Jungtürken und die Kriegsziele Berlins nicht erreicht werden konnten, lag weniger an der militärischen Vorbereitung und Umsetzung als vielmehr an der unzureichenden Infrastruktur und Verwaltung im Osmanischen Reich, seiner wirtschaftlichen Überforderung trotz deutscher Unterstützung sowie an der unrealistischen Zielsetzung deutscher- und türkischerseits, die Liman von Sanders noch im Krieg beklagte. Zwar leistete Liman von Sanders beharrlich Widerstand gegen die türkischen und deutschen Projekte von Enver, Botschaft und Militärattaché, da sie seiner Einschätzung nach weniger militärischen Erfordernissen als vielmehr politisch-nationalen Begierden entsprangen und die Verteidigungskraft der osmanischen Armee beeinträchtigten. Doch endeten die Auseinandersetzungen oft mit einer Anordnung des Kaisers an Liman von Sanders, nachzugeben. Auch war die Abgabe der besten osmanischen Truppen an europäische Kriegsschauplätze teilweise gegen den Rat der Militärmission erfolgt. Schließlich begünstigten Kompetenzüberschneidungen mit der deutschen Botschaft und deren Militärattaché sowie mit diversen ranghöheren Offizieren Intrigen und erschwerten eine straffe militärische Führung.
Die Förderung der Heranbildung türkischer Offiziere zur selbständigen Tätigkeit war konsequent von Liman von Sanders in seinem praktisch vollständig türkisch besetzten Generalstab betrieben und redlich auf eine Stärkung der osmanischen Wehrkraft im Sinne des Kontraktes zugearbeitet worden. Die nach Beginn des Krieges – über das im Kontrakt der Mission vorgesehene Maß hinaus – einsetzende Besetzung wichtiger Posten durch deutsche Offiziere beruhte anfangs auf dem Mangel geeigneter osmanischer Offiziere. Sie wurde aber im weiteren Verlauf auch von Enver gegen den Willen Liman von Sanders’ weitergetrieben und führte in der Folge zu einem verschlechterten „deutsch-türkischen Zusammenarbeiten“. Enver versuchte mit Hilfe des – von ihm als nominellem Chef abhängigen – osmanischen Generalstabes und dessen deutschen (stellvertretenden) Chefs, die unabhängige Stellung der Militärmission und den ihr zugrundeliegenden Kontrakt aufzuweichen. Selbst der Sieg in der Dardanellenschlacht hatte von osmanischer Seite nicht zur Anerkennung der Leistung der deutschen Militärmission geführt. Das osmanische Hauptquartier und insbesondere Enver bemühten sich im Gegenteil, nach dem militärischen Erfolg die Leitung der Mission zu diskreditieren und Einfluss über sie zu gewinnen. Obwohl unangemessene Maßnahmen und Operationen der osmanischen Heeresleitung in der Folge zur Herabsetzung der Wehrkraft weiter Teile ihrer Armee führte, rechnete Enver sich selbst den bedeutendsten Sieg des Krieges als Verdienst an. Tatsächlich gebührt er der deutschen Militärmission, deren Leiter Liman von Sanders als strategischer Vater das Osmanische Reich vor dem ungehinderten Zugriff der Entente bewahrt hatte, gestützt auf einige hervorzuhebende Offiziere (darunter auch der noch unbekannte Mustafa Kemal Bey), aber in erster Linie auf die Zähigkeit anatolischer Soldaten.
Das Selbstvertrauen der Türken, auch gegen die europäischen Großmächte im Krieg bestehen zu können, war jedoch – trotz der Überbeanspruchung und des Zusammenbruchs im Krieg – durch die vielfach erfolgreichen Kämpfe an der Seite der Mittelmächte wieder nachhaltig gefestigt worden. Das Ziel der Jungtürken, sich durch die deutsche Militärreform in die Lage zu versetzen, aus eigener Kraft einen Befreiungskrieg gegen die Großmächte zu gewinnen, ohne die Unabhängigkeit gegenüber den Deutschen zu verlieren, konnte dann tatsächlich unter dem aus der jungtürkischen Bewegung hervorgegangenen Nationalistenführer Mustafa Kemal Pascha (später „Atatürk“) im Türkischen Befreiungskrieg (Griechisch-Türkischer Krieg i. w. S.) 1920–1922 verwirklicht und die mit dem Vertrag von Sèvres 1920 begonnene Aufteilung der Türkei verhindert werden.

## Angehörige der Deutschen Militärmissionen im Osmanischen Reich (Auswahl)

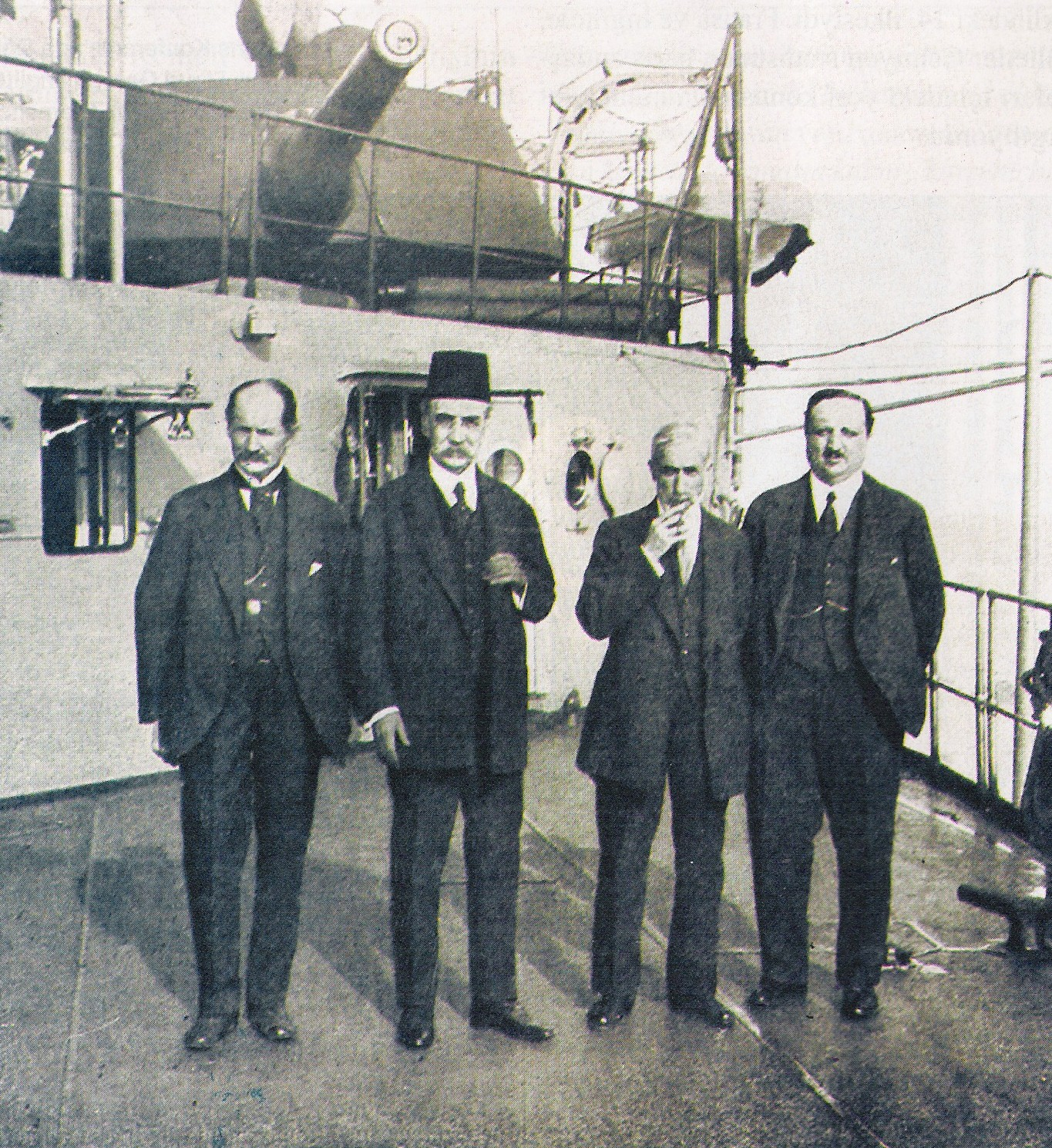
Die Unterzeichner des Vertrags von Sèvres

| Dienstgrad      | Name                                  | Friedensstelle                                       | Feldstelle                                                            |
| --------------- | ------------------------------------- | ---------------------------------------------------- | --------------------------------------------------------------------- |
| Marschall       | Otto Liman von Sanders                | Chef der Militärmissionen                            | Oberbefehlshaber der 1. Armee, später 5. Armee                        |
| Generalmajor    | Robert Bührmann                       | Chef der Militärmission                              | stellvertretender Oberbefehlshaber                                    |
| Generalleutnant | Friedrich Bronsart von Schellendorf   | Souschef des Großen Generalstabs                     | Chef des Generalstabs im Großen Hauptquartier                         |
| General         | Erich Weber                           | Generalinspektor der Ingenieur- und Pionier-Korps    | 3. Verf. der Türkei                                                   |
| Oberst          | Hans Kannengießer                     | Direktor des Armee-Departements im Kriegsministerium | Direktor des Armee-Departements im Kriegsministerium                  |
| Oberstleutnant  | Otto von Feldmann                     | Chef der III. Abteilung im Großen Generalstab        | Chef der General-Stelle der Armee                                     |
| Oberstleutnant  | Friedrich Kreß von Kressenstein       | Chef der Armee-Abteilung im Kriegsministerium        | Chef der Operationsabteilung im Großen Hauptquartier                  |
| Major           | Johann von Kiesling auf Kieslingstein | Stab des 11. Infanterie-Regiment „von der Tann“      | Oberquartiermeister der Osmanischen 6. Armee bei Colmar von der Goltz |
| Oberleutnant    | Carl Mühlmann                         | Adjutant von Liman von Sanders                       | Erster Generalstabsoffizier bei F. K. von Kressenstein                |